# Guglielmo IV di Orange-Nassau
Guglielmo IV di Orange-Nassau, nato Guglielmo Carlo Enrico Friso (Willem Karel Hendrik Friso; Leeuwarden, 1º settembre 1711 – L'Aia, 22 ottobre 1751), fu il primo Statolder ereditario della Repubblica delle Sette Province Unite.

## Biografia

### Infanzia ed educazione

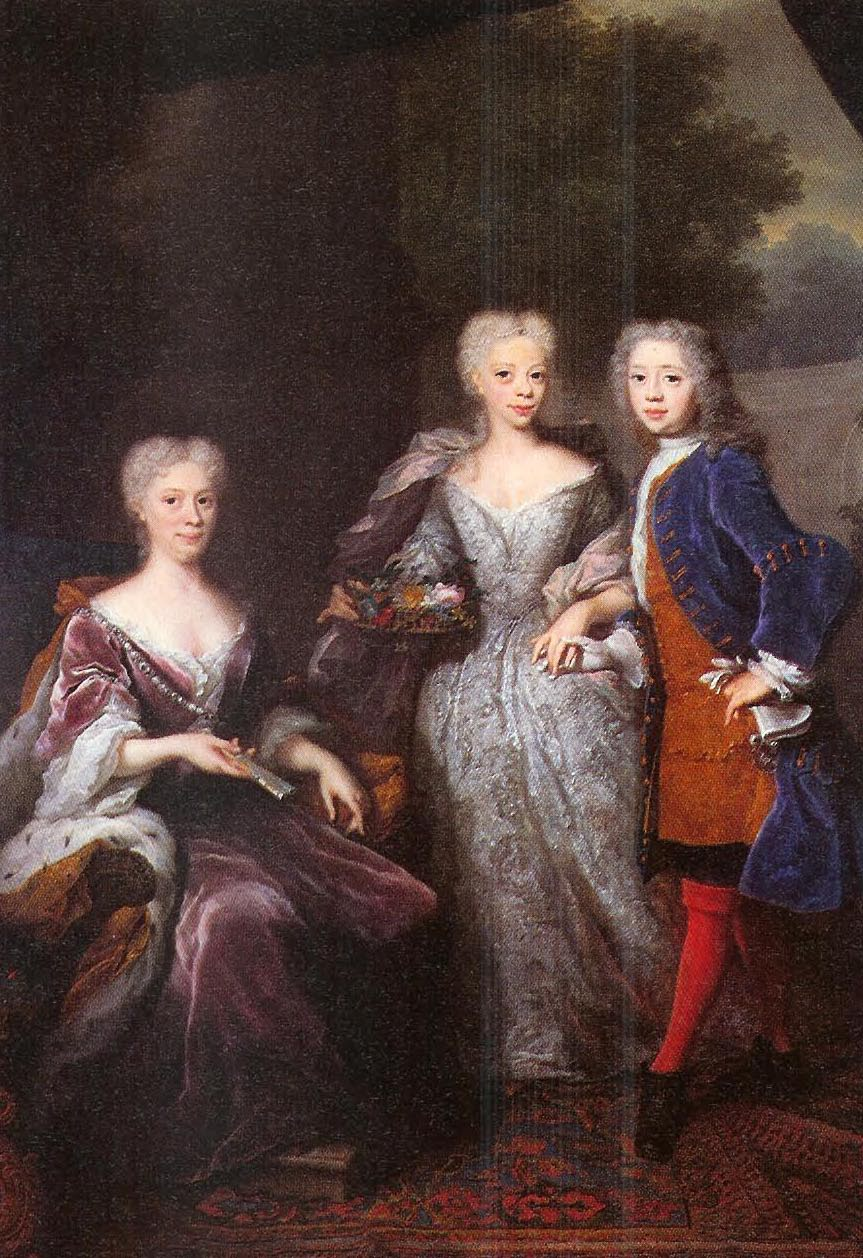
Guglielmo ritratto in giovane età con la madre, Maria Luisa d'Assia-Kassel, e la sorella, Amalia di Nassau-Dietz, da Arnold Boonen nel 1726

Guglielmo era figlio di Giovanni Guglielmo Friso d'Orange, capo della linea di Frisia della Casa di Orange-Nassau, e di sua moglie Maria Luisa d'Assia-Kassel. Egli nacque sei settimane dopo la morte del padre.
Studiò presso l'Università di Franeker e presso l'Università di Utrecht. Parlava diverse lingue ed era interessato alla storia.

### Successione

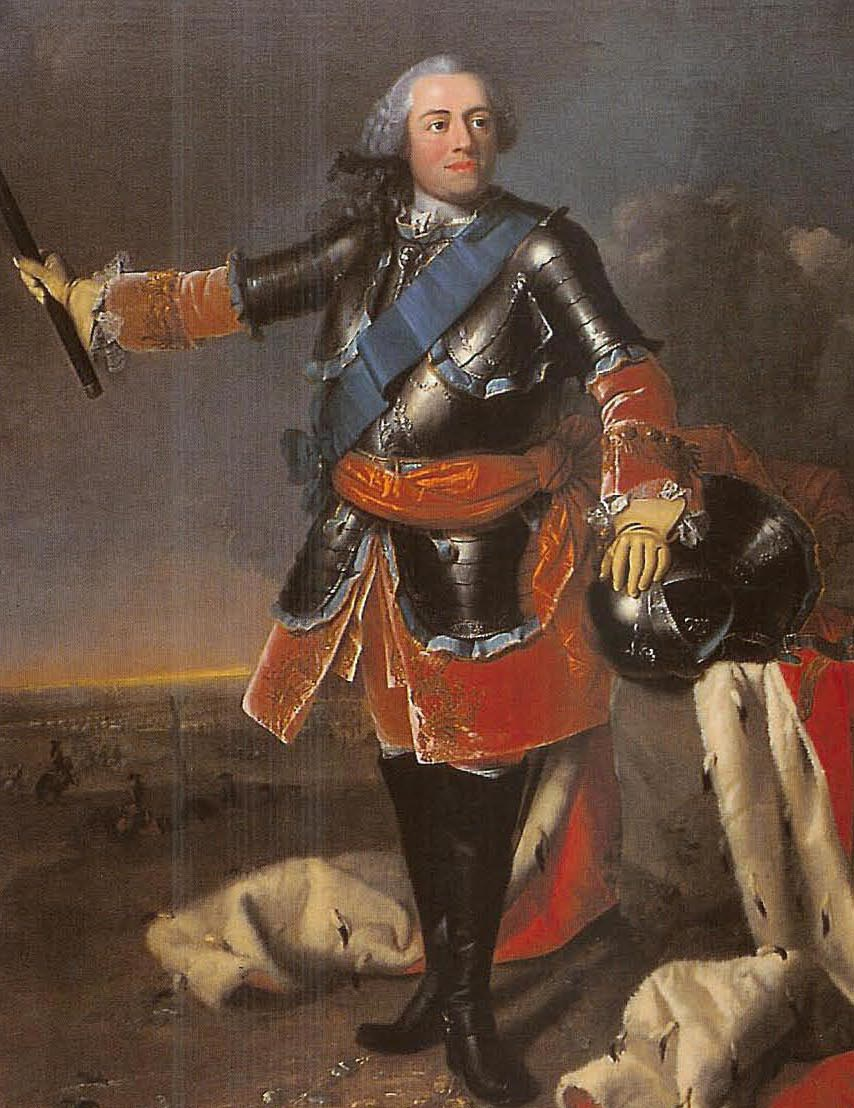
Guglielmo IV d'Orange-Nassau

Guglielmo succedette pertanto al padre come Statolder di Frisia e in seguito, sotto la reggenza della madre sino al 1731, come Statolder di Groninga. Nel 1722 venne eletto Statolder di Gheldria.

### Matrimonio

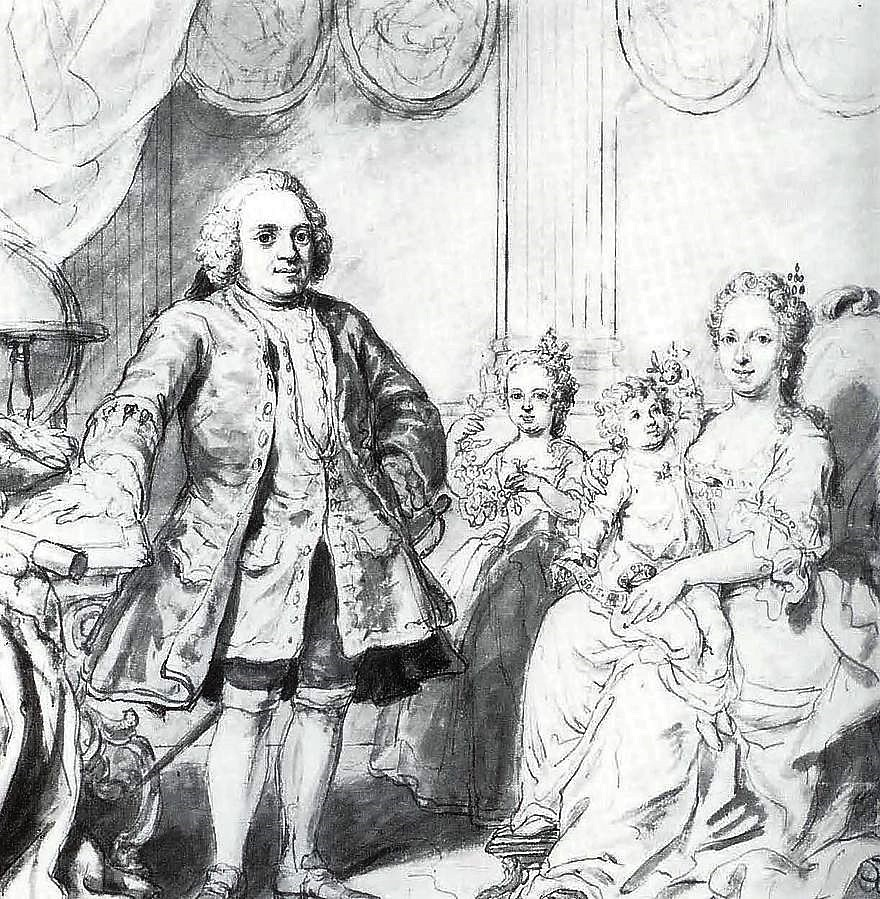
Guglielmo IV di Orange-Nassau, sua moglie Anna di Gran Bretagna e i loro figli Guglielmo V di Orange-Nassau e Carolina d'Orange-Nassau

Nel 1721 iniziarono le trattative del suo matrimonio con la principessa reale Anna di Gran Bretagna. L'ambasciatore inglese William Cadogan, I conte Cadogan, che era sposato con Margaret Cecilia Munter, può aver giocato un ruolo importante. Le trattative per il matrimonio della principessa Anna con il monarca olandese durarono dodici anni. La causa era soprattutto la scena politica internazionale.
Il matrimonio, che era in programma nel mese di novembre 1733, venne rinviato a causa dell'ostilità del suo futuro suocero Giorgio II alla Repubblica.
Le nozze vennero celebrate il 25 marzo 1734 a St. James's Palace. 
L'8 maggio giunsero ad Amsterdam, dove vennero ricevuti dal sindaco, dopodiché continuarono il loro viaggio verso Leeuwarden.

### Ultimi anni e morte

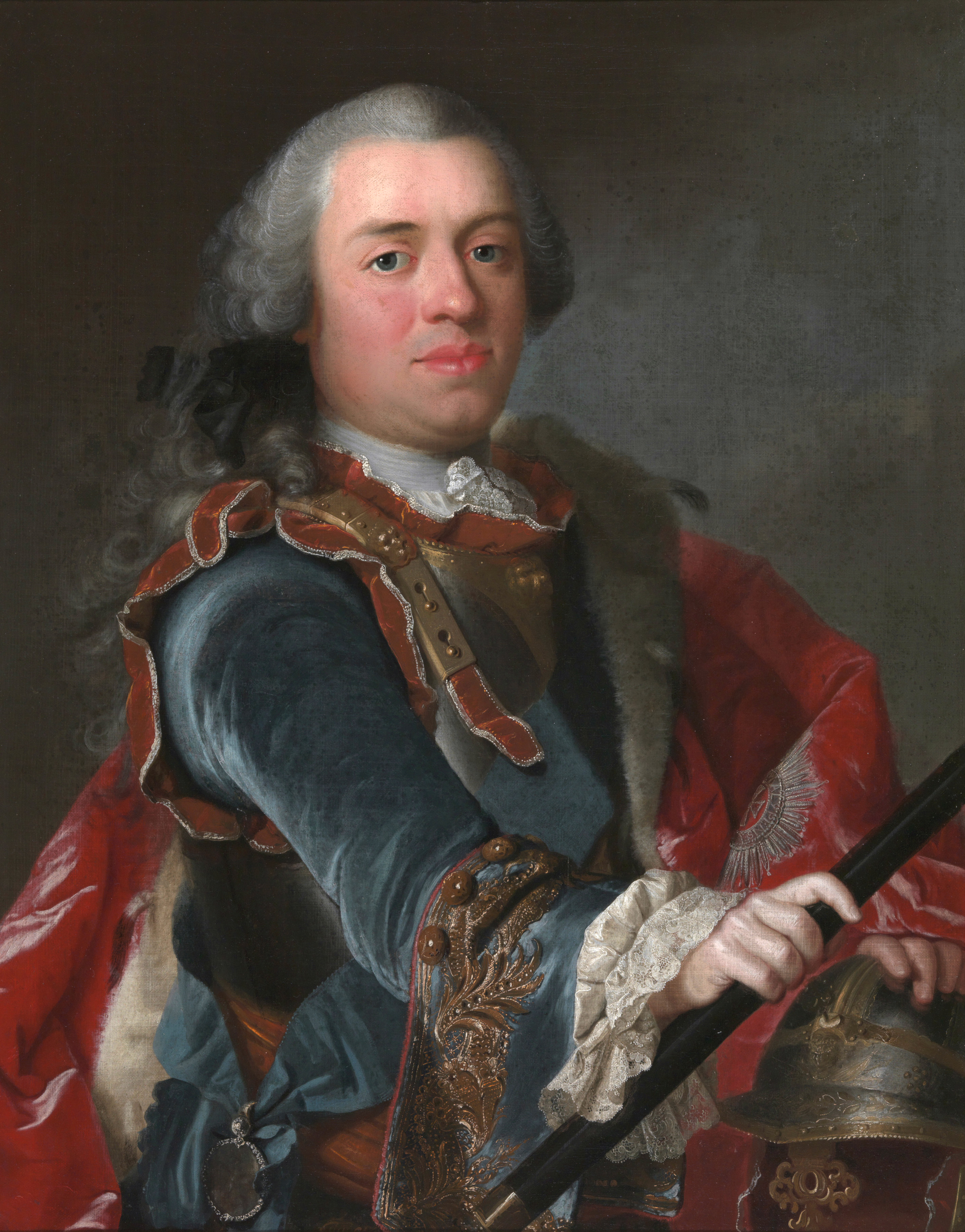
Guglielmo IV ritratto nel 1751, anno della sua morte.

Nel 1739 Guglielmo ereditò anche gli stati formalmente proprietà del ramo della famiglia di Nassau-Dillenburg, e nel 1743 ereditò anche i possedimenti del ramo di Nassau-Siegen.
Nel 1740 scoppiò la guerra di successione austriaca, che vide lo scontro tra l'Austria e la Francia. La repubblica scelse di stare al fianco dell'Austria.

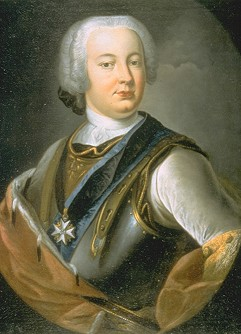
Luigi Ernesto di Brunswick-Lüneburg-Bevern

Nell'aprile del 1747 le armate francesi irruppero nelle Fiandre. Per placare i contrasti interni tra le varie fazioni, gli Stati Generali nominarono Guglielmo alla posizione di Generale Statolder ereditario della Repubblica delle Sette Province. Per questo motivo Guglielmo e tutta la sua famiglia si spostarono da Leeuwarden a L'Aia. Guglielmo incontrò Luigi Ernesto di Brunswick-Lüneburg-Bevern nel 1747, e due anni dopo lo nominò Feldmaresciallo delle armate olandesi, il che gli permise poi di divenire reggente per l'erede di Guglielmo.

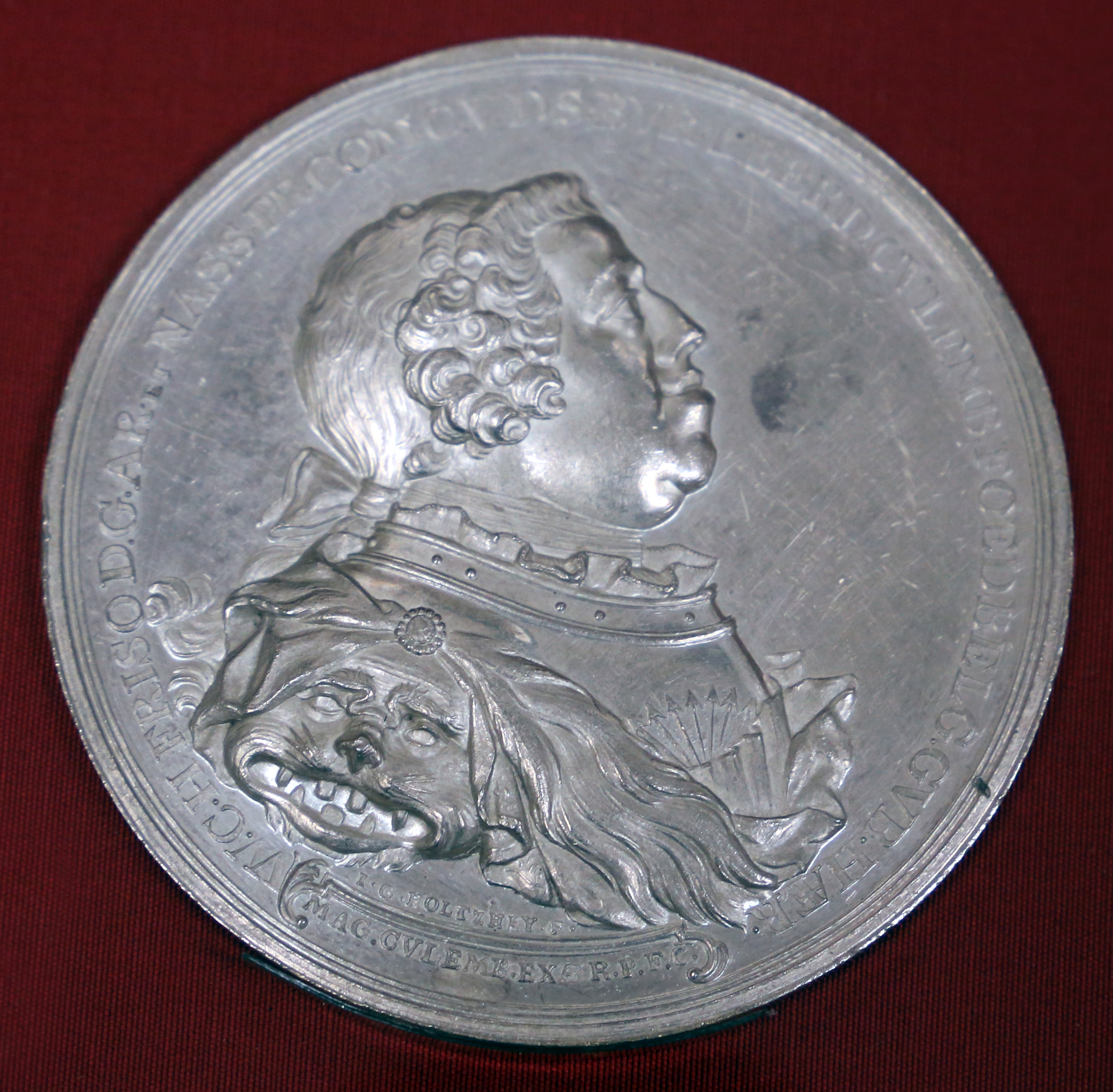
Una moneta con l'effige di Guglielmo IV

Anche se dovette spendere parecchio per il mantenimento dello stato, Guglielmo era estremamente popolare. Egli bloccò la tradizione della tassa indiretta dalla quale dipendevano gran parte delle tasse del governo. Ad ogni modo, egli fu anche Direttore-Generale della Compagnia Olandese delle Indie Orientali, e la sua alleanza con la classe dei commercianti permise di arricchire il paese, diminuendo le disparità tra ricchi e poveri.
Guglielmo prestò servizio come Generale Statolder dei Paesi Bassi sino alla propria morte, avvenuta nel 1751 a L'Aia.

## Discendenza
Dal matrimonio tra Guglielmo e Anna di Hannover nacquero cinque figli:
- una figlia nata morta (19 dicembre 1736);
- una figlia nata morta (22 dicembre 1739);
- Carolina (28 febbraio 1743-6 maggio 1787), sposò Carlo Cristiano di Nassau-Weilburg;
- Anna (15 novembre 1746- 29 dicembre 1746);
- Guglielmo (1748-1806).

## Ascendenza
|                                    |                             |                                       | Genitori                                   |  |  | Nonni |  |  | Bisnonni                           |  |  | Trisnonni                        |  |
|                                    |                             |                                       |                                            |  |  |       |  |  | Guglielmo Federico di Nassau-Dietz |  |  | Ernesto Casimiro di Nassau-Dietz |  |
|                                    |                             |                                       |                                            |  |  |       |  |  | Guglielmo Federico di Nassau-Dietz |  |  | Ernesto Casimiro di Nassau-Dietz |  |
|                                    |                             | Sofia Edvige di Brunswick-Lüneburg    |                                            |  |  |       |  |  | Guglielmo Federico di Nassau-Dietz |  |  |                                  |  |
| Enrico Casimiro II di Nassau-Dietz |                             |                                       |                                            |  |  |       |  |  | Guglielmo Federico di Nassau-Dietz |  |  |                                  |  |
|                                    |                             | Albertina Agnese d'Orange             | Federico Enrico d'Orange                   |  |  |       |  |  |                                    |  |  |                                  |  |
|                                    |                             | Albertina Agnese d'Orange             | Federico Enrico d'Orange                   |  |  |       |  |  |                                    |  |  |                                  |  |
|                                    |                             | Albertina Agnese d'Orange             | Amalia di Solms-Braunfels                  |  |  |       |  |  |                                    |  |  |                                  |  |
| Giovanni Guglielmo Friso d'Orange  |                             | Albertina Agnese d'Orange             |                                            |  |  |       |  |  |                                    |  |  |                                  |  |
|                                    |                             | Giovanni Giorgio II di Anhalt-Dessau  | Giovanni Casimiro di Anhalt-Dessau         |  |  |       |  |  |                                    |  |  |                                  |  |
|                                    |                             | Giovanni Giorgio II di Anhalt-Dessau  | Giovanni Casimiro di Anhalt-Dessau         |  |  |       |  |  |                                    |  |  |                                  |  |
|                                    |                             | Giovanni Giorgio II di Anhalt-Dessau  | Agnese d'Assia-Kassel                      |  |  |       |  |  |                                    |  |  |                                  |  |
| Enrichetta Amalia di Anhalt-Dessau |                             | Giovanni Giorgio II di Anhalt-Dessau  |                                            |  |  |       |  |  |                                    |  |  |                                  |  |
|                                    |                             | Enrichetta Caterina d'Orange          | Federico Enrico d'Orange                   |  |  |       |  |  |                                    |  |  |                                  |  |
|                                    |                             | Enrichetta Caterina d'Orange          | Federico Enrico d'Orange                   |  |  |       |  |  |                                    |  |  |                                  |  |
|                                    |                             | Enrichetta Caterina d'Orange          | Amalia di Solms-Braunfels                  |  |  |       |  |  |                                    |  |  |                                  |  |
| Guglielmo IV di Orange-Nassau      |                             | Enrichetta Caterina d'Orange          |                                            |  |  |       |  |  |                                    |  |  |                                  |  |
|                                    | Guglielmo VI d'Assia-Kassel | Guglielmo V d'Assia-Kassel            |                                            |  |  |       |  |  |                                    |  |  |                                  |  |
|                                    | Guglielmo VI d'Assia-Kassel | Guglielmo V d'Assia-Kassel            |                                            |  |  |       |  |  |                                    |  |  |                                  |  |
|                                    | Guglielmo VI d'Assia-Kassel | Amalia Elisabetta di Hanau-Münzenberg |                                            |  |  |       |  |  |                                    |  |  |                                  |  |
| Carlo I d'Assia-Kassel             | Guglielmo VI d'Assia-Kassel |                                       |                                            |  |  |       |  |  |                                    |  |  |                                  |  |
|                                    |                             | Edvige Sofia di Brandeburgo           | Giorgio Guglielmo di Brandeburgo           |  |  |       |  |  |                                    |  |  |                                  |  |
|                                    |                             | Edvige Sofia di Brandeburgo           | Giorgio Guglielmo di Brandeburgo           |  |  |       |  |  |                                    |  |  |                                  |  |
|                                    |                             | Edvige Sofia di Brandeburgo           | Elisabetta Carlotta del Palatinato-Simmern |  |  |       |  |  |                                    |  |  |                                  |  |
| Maria Luisa d'Assia-Kassel         |                             | Edvige Sofia di Brandeburgo           |                                            |  |  |       |  |  |                                    |  |  |                                  |  |
|                                    |                             | Giacomo Kettler                       | Guglielmo Kettler                          |  |  |       |  |  |                                    |  |  |                                  |  |
|                                    |                             | Giacomo Kettler                       | Guglielmo Kettler                          |  |  |       |  |  |                                    |  |  |                                  |  |
|                                    |                             | Giacomo Kettler                       | Sofia di Hohenzollern                      |  |  |       |  |  |                                    |  |  |                                  |  |
| Amalia di Curlandia                |                             | Giacomo Kettler                       |                                            |  |  |       |  |  |                                    |  |  |                                  |  |
|                                    |                             | Luisa Carlotta di Brandeburgo         | Giorgio Guglielmo di Brandeburgo           |  |  |       |  |  |                                    |  |  |                                  |  |
|                                    |                             | Luisa Carlotta di Brandeburgo         | Giorgio Guglielmo di Brandeburgo           |  |  |       |  |  |                                    |  |  |                                  |  |
|                                    |                             | Luisa Carlotta di Brandeburgo         | Elisabetta Carlotta del Palatinato-Simmern |  |  |       |  |  |                                    |  |  |                                  |  |
|                                    |                             | Luisa Carlotta di Brandeburgo         |                                            |  |  |       |  |  |                                    |  |  |                                  |  |